# Güzide Arslan
Güzide Arslan (* 1. Oktober 1992 in Ankara) ist eine türkische Schauspielerin.

## Biografie
Güzide Arslan wurde am 1. Oktober 1992 in Ankara geboren. Sie studierte an der Haliç Üniversitesi. Ihr Debüt gab sie 2015 in dem Film Figüran. Im selben Jahr trat sie in der Fernsehserie Ne Münasebet auf. Anschließend spielte sie in der Serie Gamsız Hayat die Hauptrolle.
Außerdem bekam Arslan eine Rolle in Evli ve Öfkeli. Von 2016 bis 2017 wurde sie für die Serie O Hayat Benim gecastet. Unter anderem war sie 2017 in Payitaht Abdülhamid zu sehen. Zwischen 2019 und 2020 setzte Arslan ihre Karriere in Afili Aşk fort.

## Filmografie
Filme
- 2015: Figüran
- 2016: Hayat Çizgisi: Suriye
- 2020: Hanimağanın Gelinleri

Serien
- 2015: Ne Münasebet
- 2015: Günebakan
- 2015: Gamsız Hayat
- 2016: Evli ve Öfkeli
- 2016–2017: O Hayat Benim
- 2017: Payitaht Abdülhamid
- 2019–2020: Afili Aşk